# Doron de Termignon
Pour les articles homonymes, voir Doron et Termignon.
Le Doron de Termignon est une torrent de France situé dans le département de la Savoie, dans la région Auvergne-Rhône-Alpes. Il est un affluent en rive droite de l'Arc, donc un sous-affluent du Rhône par l'Isère.

## Géographie

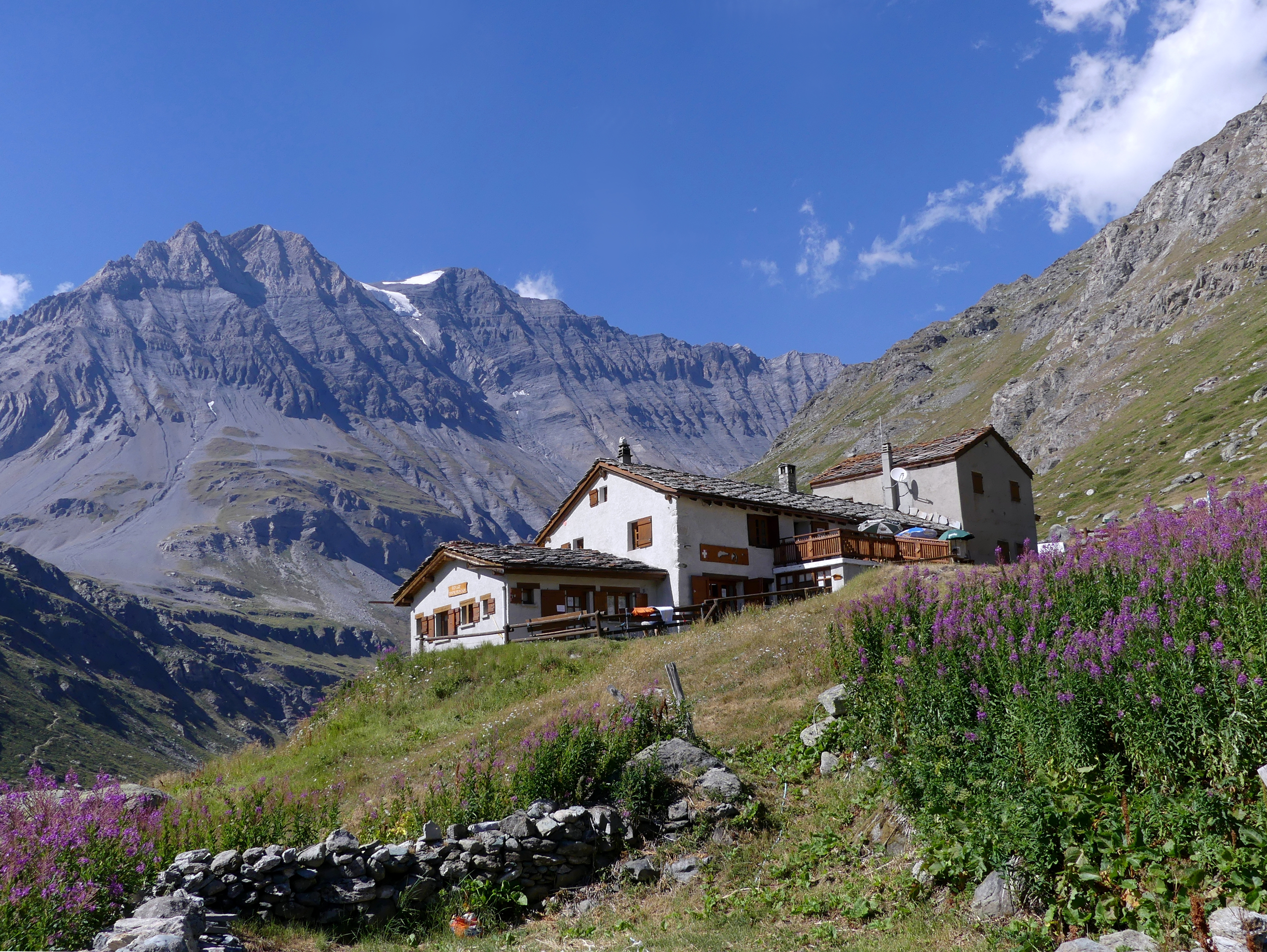
Refuge d'Entre-Deux-Eaux et la Grande Casse en arrière-plan.

Le Doron de Termignon est formé par la réunion des torrents de la Leisse et de la Rocheure au lieu-dit Entre Deux Eaux.
La longueur de son cours en incluant la Rocheure est de 22,9 km sur la seule commune de Val-Cenis dans le canton de Modane, dans l'arrondissement de Saint-Jean-de-Maurienne. La commune de Val-Cenis fait malgré tout 408,05 km2, l'une des plus grandes de France.

## Affluents
Le Doron de Termignon a vingt-quatre affluents contributeurs dont :
- le ruisseau de la Leta (rive droite) ;
- le ruisseau du Plan de Gressan (rive droite) ;
- le ruisseau de Miribel (rive droite) ;
- le ruisseau des Gorges (rive droite) ;
- le ruisseau de l'Ile (rive droite) ;
- le ruisseau de Thibaud (rive droite) ;
- le ruisseau de Pingon (rive droite) ;
- le ruisseau de la Chavière (rive gauche) ;
- le ruisseau du Grand Pyx (rive droite) ;
- le ruisseau du Pisset (rive droite) ;
- le ruisseau du Plateau de Bandy (rive droite) ;
- le torrent de la Rocheure ;
- le torrent de la Leisse.

Naissance du Doron de Termignon (à droite) au confluent des torrents de la Rocheure (au centre) et de la Leisse (à gauche).
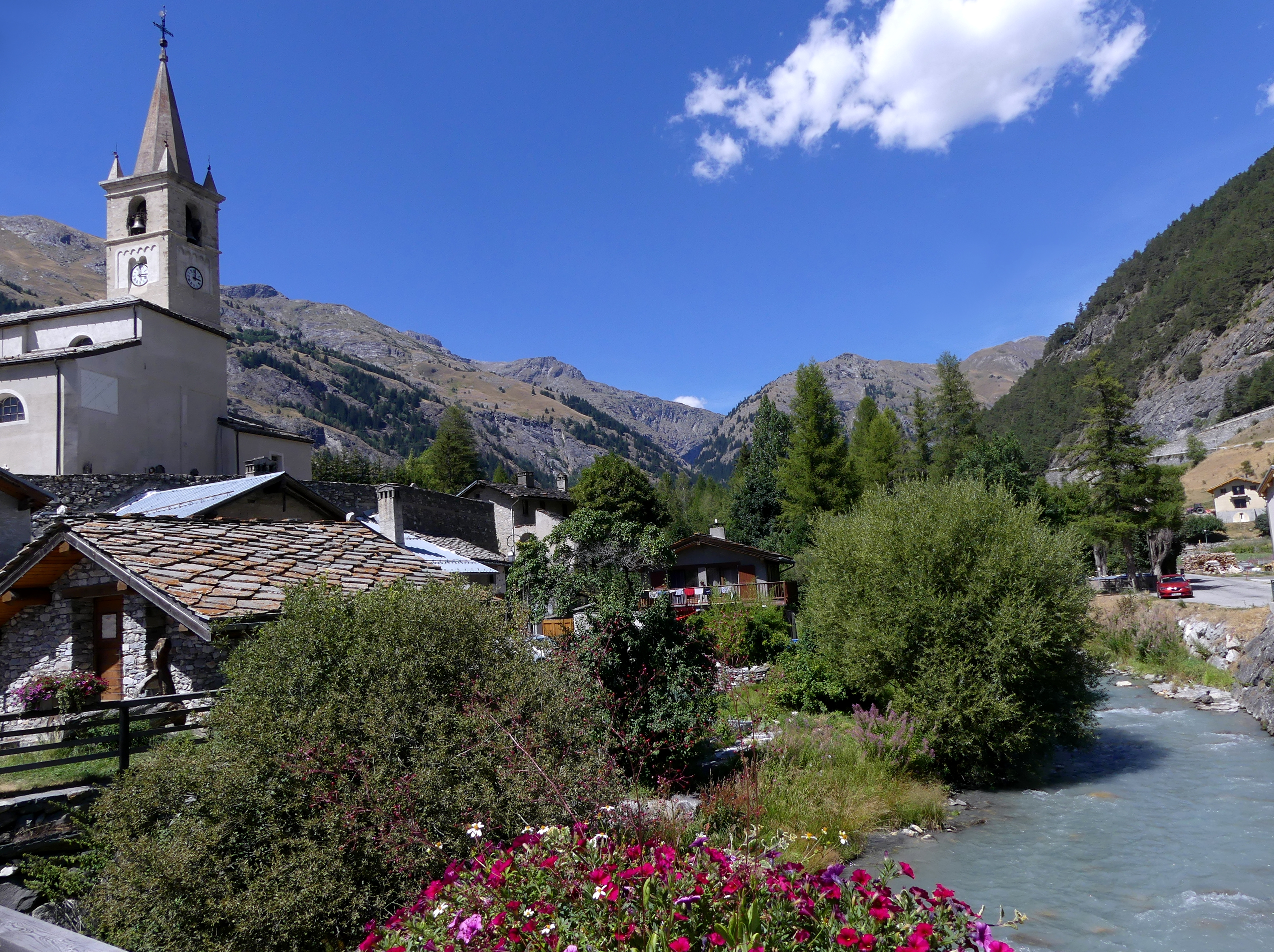
Le Doron sous l'église de Termignon.
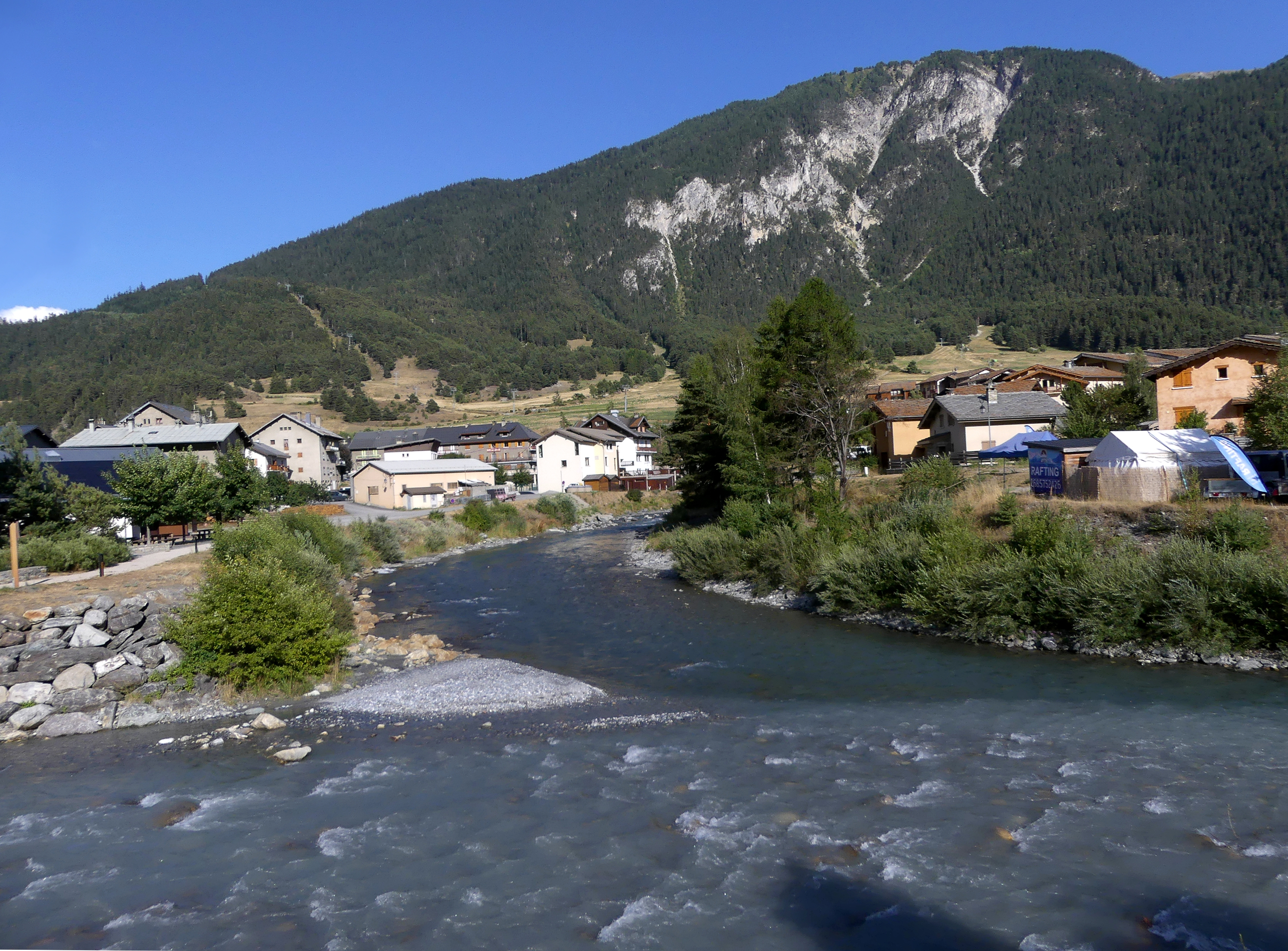
Confluence du Doron (à gauche) et de l'Arc (en face) à Termignon.

## Aménagement hydroélectrique
Une galerie souterraine de 16,8 km de longueur conduisant depuis Entre-Deux-Eaux les eaux du Doron de Termignon et captant au passage tous les torrents du versant Sud du massif de la Vanoise pour les déverser dans le barrage de Plan d'Aval, sur la commune voisine d'Aussois. Cet appoint est d'environ 1 m3/s aux plus basses eaux, pour atteindre 15 m3/s à la fonte des neiges.